# Форт-Грін-Спрінгс (Флорида)
Форт-Грін-Спрінгс (англ. Fort Green Springs) — переписна місцевість (CDP) в США, в окрузі Гарді штату Флорида. Населення — 190 осіб (2020).

## Географія
Форт-Грін-Спрінгс розташований за координатами 27°35′15″ пн. ш. 81°56′25″ зх. д. / 27.58750° пн. ш. 81.94028° зх. д. (27.587623, -81.940198).  За даними Бюро перепису населення США в 2010 році переписна місцевість мала площу 26,85 км², уся площа — суходіл.

## Демографія
Згідно з переписом 2010 року, у переписній місцевості мешкала 231 особа в 80 домогосподарствах у складі 61 родини. Густота населення становила 9 осіб/км².  Було 94 помешкання (4/км²).
Расовий склад населення:
| - 87,4 % — білих - 1,7 % — чорних або афроамериканців - 0,9 % — азіатів - 0,4 % — вихідців з тихоокеанських островів - 0,4 % — корінних американців - 9,1 % — осіб інших рас |

До двох чи більше рас належало 0,0 %. Частка іспаномовних становила 17,7 % від усіх жителів.
За віковим діапазоном населення розподілялося таким чином: 17,3 % — особи молодші 18 років, 64,5 % — особи у віці 18—64 років, 18,2 % — особи у віці 65 років та старші. Медіана віку мешканця становила 46,9 року. На 100 осіб жіночої статі у переписній місцевості припадало 128,7 чоловіків;  на 100 жінок у віці від 18 років та старших — 130,1 чоловіків також старших 18 років.
За межею бідності перебувало 60,3 % осіб, у тому числі 79,2 % дітей у віці до 18 років та 0,0 % осіб у віці 65 років та старших.
Цивільне працевлаштоване населення становило 95 осіб. Основні галузі зайнятості: сільське господарство, лісництво, риболовля — 55,8 %, транспорт — 17,9 %, виробництво — 5,3 %.